# David W. Taylor
Pour les articles homonymes, voir David Taylor.
David Watson Taylor (4 mars 1864 - 28 juillet 1940) était un architecte naval et un ingénieur de la marine américaine (US Navy). 
Il a servi pendant la Première Guerre mondiale en tant que constructeur en chef de la marine et chef du Bureau de la construction et de la réparation (Bureau of Construction and Repair). Taylor est surtout connu comme l'homme qui a construit le premier bassin d'essais des carènes expérimental jamais construit aux États-Unis.

## Biographie

### Vie et éducation précoces
Taylor est né dans le comté de Louisa, en Virginie, dans les États confédérés d'Amérique. Il entre à l'Académie navale des États-Unis en 1881, après avoir été diplômé du Randolph-Macon College, où il était membre de Phi Kappa Psi. Il sort de l'Académie en 1885 en tête de sa classe, établissant un record en matière de bourses d'études, qui tient encore aujourd'hui. Il est ensuite envoyé à Greenwich, en Angleterre, en 1885, et reçoit les plus hautes distinctions du Royal Naval College, à Greenwich, en 1888, établissant à nouveau un record.

### Carrière

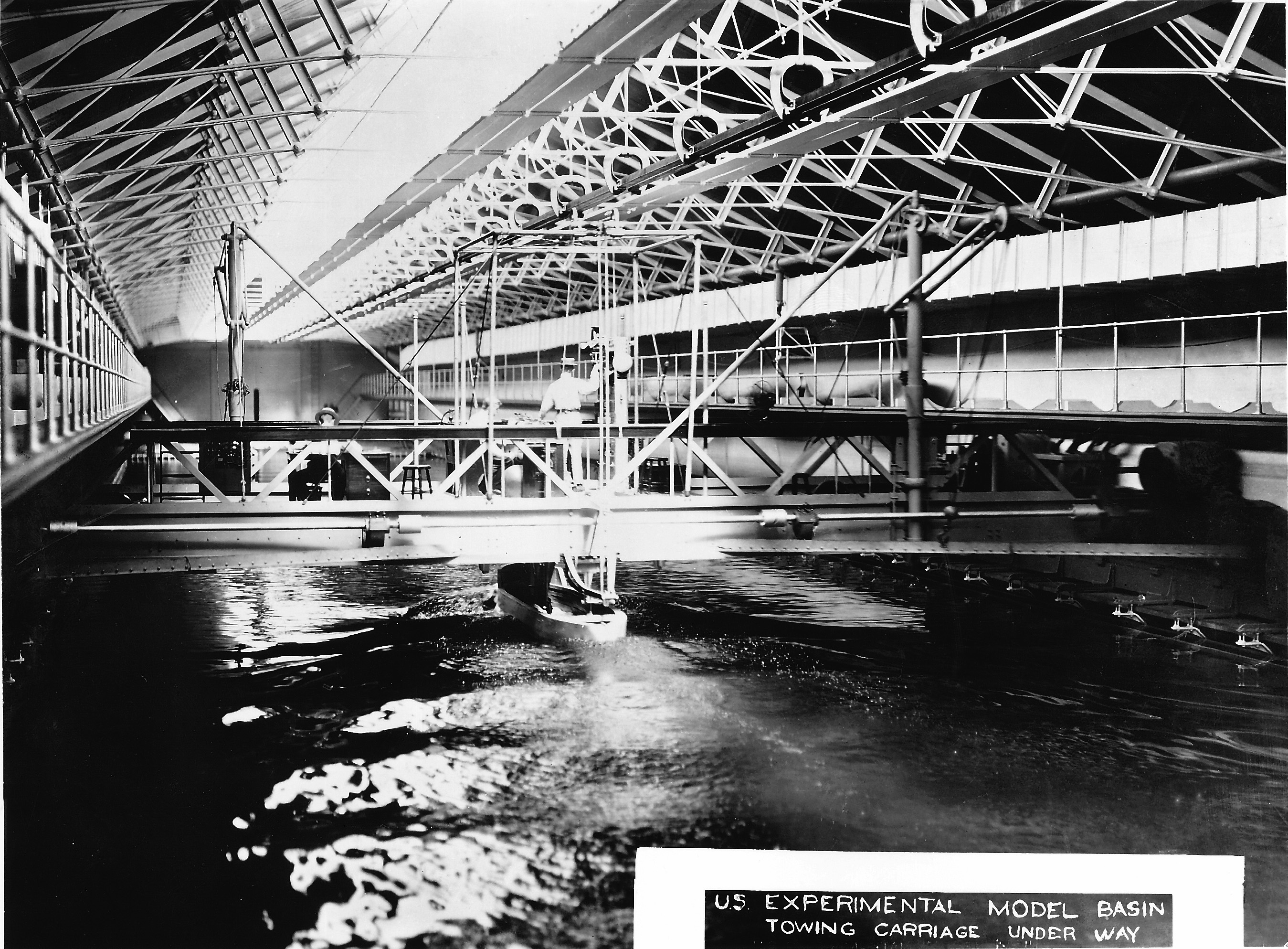
Bassin expérimental, vers 1900

En août 1886, Taylor est nommé constructeur naval adjoint. Au début de sa carrière dans la marine, il sert dans diverses stations et, en 1909, il est chef du Bureau de la construction et de la réparation (Bureau of Construction and Repair) de la marine. En 1895, il est le premier Américain à recevoir la médaille d'or de l'Institut britannique des architectes navals (Royal Institution of Naval Architects).
En 1898, il construit et dirige le premier bassin expérimental pour les modèles de navires de guerre construits aux États-Unis. Il a participé à des commissions chargées des modifications de la coque des navires de guerre. La plus grande réalisation de sa carrière est probablement la création de la "série standard Taylor" de 80 modèles dont les proportions et le coefficient prismatique varient systématiquement. Cette série est toujours utilisée pour les estimations préliminaires de la résistance des navires à deux hélices, à vitesse modérée ou élevée. Le livre a été révisé en 1933 avec l'ajout de données sur 40 nouveaux modèles. Les données de la série ont été réanalysées en utilisant des méthodes plus récentes d'évaluation de la résistance au frottement, et les résultats ont été publiés en 1954. "Speed and Power" et la réanalyse ont été réédités par la Society of Naval Architects and Marine Engineers (Société des architectes navals et des ingénieurs maritimes) en 1998, à l'occasion du centenaire de l'EMB.
La série de Taylor permet de faire varier le rapport d'élancement, le rapport entre la maître-bau (la plus grande largeur) et le tirant d'eau et le coefficient prismatique. Bien que ces paramètres soient loin d'être les seuls à pouvoir être modifiés dans la conception de la coque d'un navire de guerre, il est possible d'obtenir une estimation préliminaire de la résistance du navire à partir de la série pour pratiquement tous les navires de guerre, et de nombreux navires marchands, construits depuis l'époque de Taylor. La principale contribution de Taylor a été de reconnaître que ces trois paramètres simples étaient les plus importants pour la performance d'un navire. Une estimation de la série de Taylor est suffisamment précise pour planifier l'essai du modèle et pour se faire une idée de la puissance nécessaire pour atteindre la vitesse de conception, avant de procéder à l'essai du modèle de la forme réelle de la coque. Aujourd'hui, la série de Taylor a été programmée sous forme électronique et est utilisée dans plusieurs "modèles de synthèse" de navires pour réaliser des études de faisabilité de nouveaux navires.
Après la catastrophe du RMS Titanic en 1912, il a été chargé d'étudier le problème de l'amélioration de la navigabilité des navires grâce à une meilleure construction de la coque. Dans le cadre de cette mission, il a travaillé sous l'autorité du secrétaire au commerce et a joué un rôle de premier plan dans la conférence internationale sur la sécurité en mer, qui a vu le jour à la suite du naufrage du Titanic.

#### Taylor en tant que constructeur en chef de la marine pendant la Première Guerre mondiale
Le 14 décembre 1914, quelques mois après le début de la guerre en Europe, Taylor devient chef du  Bureau of Construction and Repair (Bureau de la construction et de la réparation), avec le grade de contre-amiral (Rear admiral) le 14 décembre 1914. Il occupe ce poste pendant toute la durée de la guerre, ainsi que le titre de constructeur en chef de la marine.
L'intérêt actif de Taylor pour l'aviation est stimulé par sa nomination en tant que représentant du gouvernement au Conseil national de la recherche en 1916. En janvier 1917, il est membre principal du Bureau technique conjoint de l'armée et de la marine pour la conception et la construction (Joint Army and Navy Technical Board for Design and Construction) d'un dirigeable  type Zeppelin.
Tout au long de la guerre mondiale, Taylor supervise la création d'un certain nombre de nouveaux navires pour le service naval. Pour ce travail, la marine lui a décerné la Distinguished Service Medal (médaille du service distingué), avec la citation suivante : 
"Pour un service exceptionnellement méritoire dans une fonction de grande responsabilité en tant que chef du Bureau de la construction et de la réparation".
Le gouvernement français l'a fait Commandeur de la Légion d'honneur.
Taylor a également contribué au développement d'un hydravion de type NC, le premier avion à effectuer un vol transatlantique.
Taylor reste à la tête du Bureau des constructions et réparations jusqu'en 1922.

#### Activités aéronautiques après la Première Guerre mondiale
Après sa retraite du service actif en 1923, Taylor se consacre à l'aéronautique. Il joue un rôle majeur dans la promotion du développement technique de l'aviation, en siégeant à plusieurs comités du National Advisory Committee for Aeronautics (NACA), précurseur de la National Aeronautics and Space Administration (NASA - Administration nationale de l'aéronautique et de l'espace). Taylor a été président du sous-comité de la NACA sur les inventions et les conceptions aéronautiques après la création du sous-comité en mars 1927. Plus tard dans l'année, il a été nommé président du sous-comité sur l'aérodynamique.
Reconnu depuis longtemps comme une autorité internationale en matière d'architecture navale et de la propulsion marine, Taylor a appliqué les principes de l'hydrodynamique à la construction navale. Taylor applique les principes de l'hydrodynamique au problème de l'aérodynamique. Dans ce nouveau domaine de l'aviation, Taylor devient l'une des plus grandes autorités mondiales en matière d'aérodynamique. Il s'est spécialisé dans les problèmes liés à la conception des hélices d'avions, des flotteurs d'hydravions et des coques de bateaux volants.
En 1931, Taylor a reçu la médaille John Fritz (John Fritz Medal), la plus haute distinction de la profession d'ingénieur américain, "pour ses réalisations exceptionnelles dans le domaine de l'architecture marine, pour les résultats révolutionnaires de ses recherches persistantes en matière de conception de coques, pour les améliorations apportées à de nombreux types de navires de guerre et pour les services éminents qu'il a rendus en tant que constructeur en chef de la marine des États-Unis pendant la guerre mondiale".

### Vie ultérieure et décès
Peu avant sa mort, la communauté de recherche et de développement de la marine a rendu hommage à Taylor en donnant son nom à son nouveau bassin modèle. Le nouveau bassin construit à Carderock, dans le Maryland, la meilleure installation de ce type au monde, a été inauguré en sa présence en 1939 sous le nom de "David Taylor Model Basin". Le bassin conserve son nom en tant que mémorial vivant de cet éminent architecte naval et ingénieur maritime.
Taylor est décédé à Washington, D.C., le 28 juillet 1940.

## Hommage
Taylor a joué un rôle déterminant dans le développement de la supériorité de la marine américaine. Outre le Model Basin, la marine a honoré l'héritage de Taylor de plusieurs façons. En 1942, le destroyer USS David W. Taylor (DD-551) a été nommé en son honneur. Le prix David W. Taylor (David W. Taylor Award), décerné par la marine, récompense des réalisations scientifiques exceptionnelles, pour une contribution au développement des futurs systèmes maritimes par la création d'une technologie basée sur la recherche. En 1907, il est nommé membre honoraire de l'Institution of Engineers and Shipbuilders en Écosse.
La Society of Naval Architects and Marine Engineers décerne la médaille David W. Taylor (David W. Taylor Medal ) pour "une réalisation notable dans le domaine de l'architecture navale et/ou de l'ingénierie marine".
Le SS President Cleveland devait s'appeler USS Admiral D. W. Taylor.

## Source
- (en) Cet article est partiellement ou en totalité issu de l’article de Wikipédia en anglais intitulé « David W. Taylor » (voir la liste des auteurs).